# Dança Movimento Terapia
Dança/movimento Terapia ( DMT ) nos EUA / Austrália ou  Dança Movimento Psicoterapia ( DMP ) no Reino Unido é o uso psicoterapêutico do movimento e da dança para apoiar as funções intelectuais, emocionais e motoras do corpo . Como modalidade das terapias artísticas criativas, o DMT analisa a correlação entre movimento e emoção.

## História
A American Dance Therapy Association foi fundada em 1966 como uma organização para apoiar a emergente profissão de terapia de dança/movimento e é a única organização dos EUA dedicada à profissão de terapia de dança/movimento.
A dança tem sido usada terapeuticamente por milhares de anos. Tem sido usado como um ritual de cura na influência da fertilidade, nascimento, doença e morte desde o início da história humana. Durante o período de 1840 a 1930, uma nova filosofia de dança se desenvolveu na Europa e nos Estados Unidos, definida pela ideia de que o movimento poderia ter um efeito sobre o motor vis-à-vis que a dança não era simplesmente uma arte expressiva. Há uma opinião geral de que a dança/movimento como imaginação ativa foi originada por Jung em 1916, desenvolvida na década de 1960 pela pioneira da terapia de dança Mary Whitehouse. Tina Keller-Jenny e outros terapeutas começaram a praticar a terapia em 1940. O estabelecimento real da dança como terapia e profissão ocorreu na década de 1950, começando com a futura fundadora da American Dance Therapy Association, Marian Chace.

### Primeira onda
Marian Chace liderou o movimento da dança na comunidade médica como uma forma de terapia. Ela é considerada a principal fundadora do que hoje é terapia de dança nos Estados Unidos . Em 1942, através de seu trabalho, a dança foi introduzida pela primeira vez na medicina ocidental. Chace era originalmente um dançarino, coreógrafo e performer. Depois de abrir sua própria escola de dança em Washington, DC, Chace começou a perceber os efeitos que a dança e o movimento tinham em seus alunos. A sensação de bem-estar relatada por seus alunos começou a atrair a atenção da comunidade médica, e alguns médicos locais começaram a enviar pacientes para suas aulas. Ela logo foi convidada a trabalhar no Hospital St. Elizabeth em Washington, DC, uma vez que os psiquiatras também perceberam os benefícios que seus pacientes recebiam ao assistir às aulas de dança de Chace. Em 1966, Chace se tornou a primeira presidente da American Dance Therapy Association, uma organização que ela e vários outros pioneiros do DMT fundaram. De acordo com a ADTA, a dança é "o uso psicoterapêutico do movimento como um processo que promove a integração emocional, social, cognitiva e física do indivíduo".
A segunda onda da Dance Movement Therapy surgiu entre os anos 1970 e 1980 e despertou muito interesse dos terapeutas americanos. Durante esse tempo, os terapeutas começaram a experimentar as aplicações psicoterapêuticas da dança e do movimento. Como resultado dos experimentos dos terapeutas, o DMT foi classificado como uma forma de psicoterapia . Foi a partir desta segunda onda que evoluiu a Terapia do Movimento de Dança de hoje.
A teoria do DMT é baseada principalmente na crença de que o corpo e a mente interagem. Tanto o movimento consciente quanto inconsciente da pessoa, com base na premissa dualista mente-corpo, afeta o controle total e também reflete a personalidade do indivíduo. Portanto, a relação terapeuta-cliente é parcialmente baseada em sinais não-verbais, como a linguagem corporal. Acredita-se que o movimento tenha uma função simbólica e, como tal, pode ajudar na compreensão do eu. A improvisação de movimento permite que o cliente experimente novas formas de ser e o DMT fornece uma maneira ou canal no qual o cliente pode compreender conscientemente os primeiros relacionamentos com experiências negativas por meio da mediação não verbal do terapeuta.
Através da unidade do corpo, mente e espírito, o DMT proporciona uma sensação de integridade a todos os indivíduos. O corpo refere-se à "descarga de energia por meio de respostas músculo-esqueléticas a estímulos recebidos pelo cérebro". A mente refere-se a "atividades mentais... como memória, imaginação, percepção, atenção, avaliação, raciocínio e tomada de decisão". O espírito refere-se ao "sentimento experimentado subjetivamente de se envolver ou observar empaticamente a dança".
A terapia de movimento de dança trabalha para melhorar as habilidades sociais, bem como a dinâmica relacional entre os clientes que optam por participar dela para melhorar sua qualidade de vida . Por meio dessa forma de terapia, os clientes obterão um senso mais profundo de autoconsciência por meio de um processo meditativo que envolve movimento, movimento e realização do próprio corpo. A dançaterapia é diferente de outras formas de tratamentos de reabilitação porque permite a expressão criativa holística, o que significa que trata a pessoa como um todo: mente, corpo e espírito.

## Metodologia
A metodologia DMT/P é bastante heterogênea e os praticantes utilizam uma variedade de princípios psicoterapêuticos e cinéticos. A maioria dos treinamentos em Terapia de Movimento de Dança terá uma base teórica estabelecida a partir da qual eles trabalham - por exemplo, teoria psicodinâmica, psicologia humanística, terapia integrativa, terapia cognitivo-comportamental, terapia existencial etc. Dependendo da abordagem ou combinações de abordagens, os profissionais trabalham com processos e objetivos muito diferentes.
Além da base psicoterapêutica de seu trabalho, diferentes abordagens de movimento e dança podem ser empregadas.
Enquanto alguns terapeutas de dança trabalham com movimentos e estilos de dança codificados – como balé, dança folclórica, dança contemporânea etc. – a maioria trabalha dentro de uma estrutura cinética de práticas de movimento criativo e expressivo, geralmente com um elemento significativo de improvisação estruturada.
Requisitos comuns na maioria dos programas de pós-graduação DMT/P são Análise de Movimento e Perfil (muitas vezes com base na análise de movimento Laban e no Perfil de Movimento Kerstenberg ), anatomia experiencial, desenvolvimento humano e psicologia do desenvolvimento, Movimento Autêntico e práticas complementares de integração corpo-mente, como Corpo -Mind Centering, Fundamentos de Bartenieff, Método de Feldenkrais ou Técnica de Alexander .
Além disso, como uma variedade de populações pode ser encontrada no DMT/P, os métodos são adaptados para atender às necessidades das circunstâncias e dos clientes e isso reduz ainda mais a padronização.
Bonnie Meekums, uma terapeuta de dança de segunda onda, descreveu quatro estágios do processo de terapia, com base em sua experiência na área:
Preparação: o estágio de aquecimento, um espaço seguro é estabelecido sem obstáculos nem distrações, uma relação de apoio com uma testemunha é formada, conforto para os participantes se familiarizarem com o movimento com os olhos fechados.
Incubação: o líder solicita verbalmente ao participante que entre no subconsciente, imagens abertas usadas para criar um ambiente interno que seja adequado ao participante, atmosfera relaxada, movimentos simbólicos.
Iluminação: processo que é integrado através da percepção consciente por meio do diálogo com a testemunha, auto-reflexão em que o participante descobre e resolve motivações subconscientes, aumento da autoconsciência, pode ter efeitos positivos e negativos.
Avaliação: discuta insights e significado do processo, prepare-se para terminar a terapia
Os dança/movimento terapeutas costumam usar materiais durante as sessões com os clientes para ajudá-los nas habilidades de aterramento e para se tornarem mais conscientes de seu corpo e limites. Esses adereços podem incluir cobertores, bolas sensoriais, cobertores com peso sensorial, lenços coloridos, lápis de cor e faixas de resistência. Os clientes geralmente escolhem o tipo de música que gostariam de usar em uma sessão.

## Pesquisas
A terapia de movimento de dança não é um campo estabelecido da prática médica e lida com vários graus de aceitação e reconhecimento em diferentes países. Em países onde é exigido um nível de mestrado, os terapeutas de dança geralmente trabalham em ambientes médicos ou psiquiátricos ao lado de outros profissionais de saúde, enquanto em outros países a prática da terapia de dança é marginal e ocorre principalmente em ambientes privados e independentes.
Por esta razão, a pesquisa científica sobre os mecanismos e a eficácia da dança movimento terapia ainda está em sua infância. Além disso, como a prática da dançaterapia é heterogênea e o escopo e a metodologia variam muito, isso torna ainda mais difícil criar bases de evidências médicas rigorosas. No entanto, existem estudos que sugerem resultados positivos da terapia de dança.

### Mecanismos propostos
Várias hipóteses foram propostas para os mecanismos pelos quais a dançaterapia pode beneficiar os participantes. Existe um componente social na dançaterapia, que pode ser valioso para o funcionamento psicológico por meio da interação humana. Outro possível mecanismo é a música utilizada durante a sessão, que pode ser capaz de reduzir a dor, diminuir a ansiedade e aumentar o relaxamento. Como a dança requer aprendizado e envolve tornar-se ativo e descobrir capacidades de movimento, há também o treinamento físico que também pode trazer benefícios. A dança pode ser considerada mais edificante e agradável do que outros tipos de exercício. A terapia de dança também pode envolver comunicação não-verbal, "que permite aos participantes expressar seus sentimentos sem palavras. Isso pode ser útil quando a comunicação normal está ausente ou interrompida (por exemplo, para pacientes com demência )."
Uma revisão da Cochrane intitulada Terapia de dança para esquizofrenia em 2013 concluiu:
"No geral, devido ao pequeno número de participantes, as descobertas são limitadas. Há poucas evidências para apoiar ou refutar o uso da dançaterapia. São necessários estudos e ensaios maiores que se concentrem em resultados importantes (como taxas de recaída, qualidade de vida, internação no hospital, abandono precoce do estudo, custo dos cuidados e satisfação com o tratamento). não respondem tão bem aos medicamentos antipsicóticos."
Uma revisão da Colaboração Cochrane intitulada Terapia de dança/movimento para pacientes com câncer foi atualizada em janeiro de 2015 para dizer:
“Os três estudos incluíram um total de 207 participantes, que eram mulheres com câncer de mama. sugerem que a terapia de dança/movimento pode ter um efeito benéfico na qualidade de vida, somatização (ou seja, sofrimento decorrente de percepções de disfunção corporal) e vigor de mulheres com câncer de mama. Nenhum efeito adverso de intervenções de terapia de dança/movimento foi relatado."
A revisão mais recente da Cochrane para DMT foi em fevereiro de 2015, intitulada A terapia de movimento de dança é um tratamento eficaz para a depressão? Uma revisão das evidências . As descobertas declararam:

"Due to the low number of studies and low quality of evidence, it was not possible to draw firm conclusions about the effectiveness of DMT for depression. It was not possible to compare DMT with medication, talking therapies, physical treatments or to compare types of DMT due to lack of available evidence. Key findings were:

Overall, there is no evidence for or against DMT as a treatment for depression. There is some evidence to suggest DMT is more effective than standard care for adults, but this was not clinically significant. DMT is no more effective than standard care for young people.

Evidence from just one study of low methodological quality suggested that drop-out rates from the DMT group were not significant, and there is no reliable effect in either direction for quality of life or self esteem. A large positive effect was observed for social functioning, but since this was from one study of low methodological quality the result is imprecise."
Uma revisão do efeito do DMT na doença de Parkinson observou que houve poucos estudos nessa área. DMT parece atender a maioria dos requisitos para programas de exercícios para pacientes com Parkinson. Benefícios na função de marcha, equilíbrio e qualidade de vida foram encontrados em estudos de curto prazo, embora mais estudos precisem ser feitos para verificar se algum desses benefícios é observado em longo prazo.
A última revisão da Cochrane, intitulada Dance Movement Therapy for Dementia, publicada em 2017, concluiu que não há estudos de alta qualidade para avaliar o efeito do DMT nos sintomas comportamentais, sociais, cognitivos e emocionais em pessoas com demência.
A pesquisa descobriu que o uso de movimentos de dança como forma de terapia ativa várias funções cerebrais ao mesmo tempo: cinestésica, racional, musical e emocional. Esse tipo de movimento requer força mental, física e emocional para funcionar simultaneamente. Em um estudo de pesquisa , os idosos foram colocados em um estudo de 21 anos para ver se alguma atividade recreativa física ou cognitiva influenciava a acuidade mental. Os pesquisadores monitoraram as taxas de demência nos participantes idosos. O estudo incluiu atividades cognitivas como ler livros, fazer palavras cruzadas e tocar instrumentos musicais e atividades físicas como golfe, caminhar como exercício e dançar. Os resultados mostraram que quase nenhuma das atividades físicas parecia oferecer qualquer defesa contra a demência. A atividade com maior percentual de proteção contra a demência foi dançar com frequência (76%). Foi a maior redução de risco de qualquer atividade estudada, cognitiva ou física. Isso ocorre porque a terapia de dança combina várias áreas do cérebro para trabalhar juntas ao mesmo tempo, em vez de apenas estimular uma área de cada vez.
A terapia de movimento de dança tem resultados benéficos em crianças que foram abusadas. A pesquisa descobriu que essa terapia é uma forma útil de apoio e intervenção para essas crianças. [ fonte não primária necessária ] Por meio de um estudo de caso com uma mulher abusada sexualmente, o pesquisador afirmou que o indivíduo sentiu uma sensação de empoderamento após as sessões de terapia de dança e relatou maior sucesso na escola. O indivíduo também sentiu um forte senso de autoconfiança e uma visão mais elevada de auto-estima. [ fonte não primária necessária ] O estudo afirma que o uso da terapia de dança seria uma experiência benéfica em um tratamento multidisciplinar para crianças abusadas e negligenciadas.
Outro pesquisador estudou os efeitos da dançaterapia com crianças em risco de abuso e seu relacionamento com suas mães. Durante este estudo, as mães e seus filhos foram questionados sobre seu relacionamento antes da sessão, fazendo perguntas sobre sua comunicação, toque físico e sensação de segurança sentida pela criança. Após a sessão de dançaterapia, os participantes foram novamente questionados com a mesma medida. Os resultados relataram um vínculo mais forte entre mãe e filho. Os participantes relataram um sentimento de pertença mais forte no par e sentiram mais abertura em termos de comunicação. Por meio de práticas de dançaterapia, essas duplas mãe e filha puderam desenvolver um ponto de partida para a reconstrução de seu relacionamento.
Os efeitos da intervenção de dança também foram considerados terapêuticos para participantes psiquiátricos e aqueles com distúrbios emocionais. Em um estudo de pesquisa, pacientes psiquiátricos foram aleatoriamente designados para uma das três condições: um grupo de dança em um círculo de dança tradicional, um grupo que apenas ouvia a música e outro grupo que andava de bicicleta ergométrica sem música, mas com a mesma duração da dança círculo. Enquanto todas as três condições diminuíram ou estabilizaram a condição dos pacientes, os resultados mostraram que o grupo de dança se beneficiou mais da intervenção de dança. [ fonte não primária necessária ] O grupo do círculo de dança relatou menos depressão e mais vitalidade do que os outros grupos. Este estudo mostra que não basta apenas praticar atividade física ou ouvir música; a combinação dos dois na dança é a mais benéfica para alcançar um impacto positivo.
Outra pesquisa realizada com crianças em psiquiatria também mostrou uma relação positiva com esse tipo de terapia. O resultado final foi uma nova coesão entre crianças que antes eram rotuladas como desordenadas e malcomportadas. [ fonte não primária necessária ] Os participantes relataram um aumento na autoconfiança e uma imagem corporal positiva após a intervenção de dança. As crianças tiveram habilidades sociais e de comunicação mais fortes, como trabalho em equipe, após a intervenção de dança.

## Localizações
O DMT é praticado em uma grande variedade de locais. Esses locais incluem: 
- medicina física
- Centros de reabilitação
- Configurações médicas
- Instalações escolares de educação
- Asilo
- creches
- Centros de prevenção de doenças
- Programas de promoção da saúde
- Hospitais
- Configurações de saúde mental
- consultório particular

Organizações como a American Dance Therapy Association foram criadas para manter altos padrões no campo do DMT. Essas organizações ajudam a conectar indivíduos a terapeutas e DMT.
A American Dance Therapy Association (ADTA) foi fundada em 1966 para manter altos padrões em toda a dançaterapia. A ADTA foi criada por Marian Chace, a primeira presidente da ADTA, e outros pioneiros do movimento de dança. Além de definir os padrões que os terapeutas devem atingir para se tornarem terapeutas licenciados, o ADTA mantém um registro atualizado de todos os terapeutas de movimento/dança que atenderam aos padrões do ADTA . Além disso, a ADTA também publica o American Journal of Dance Therapy e patrocina conferências profissionais anuais. Segundo a ADTA, o movimento é considerado uma linguagem que permite nosso corpo. mente e espírito para se comunicar. Existem webinars gravados que você pode assistir a qualquer momento que podem educar e dar a você mais conhecimento sobre o campo da terapia de dança. Junto com isso, também há webinars ao vivo que você pode comprar, que permitem que você receba uma educação mais profunda sobre como usar a terapia de dança em sua vida diária.
A Association for Dance Movement Psychotherapy, Reino Unido (ADMP UK) foi uma das primeiras organizações estabelecidas a regular o campo da dançaterapia. ADMP UK credencia terapeutas e supervisiona que todos os regulamentos sejam seguidos. Esta associação está trabalhando vigorosamente para promover a dança em todo o Reino Unido e em outros países, além de colaborar com outras organizações de arteterapia. A ADMP UK está oferecendo terapia de dança para a comunidade, que pode ser feita individualmente ou em sessões de grupo. Recorrem à Dança Movimento Psicoterapia (DMP), que explica como o movimento corporal é um instrumento fundamental de expressão e comunicação, ao longo destas sessões. O DMP pode apoiar a confiança nos relacionamentos em sua vida, o potencial para você crescer física e espiritualmente dentro de si mesmo e a descoberta de quem você realmente é.
A European Association of Dance Movement Therapy é uma associação que representa os organismos profissionais nacionais para a Dance Movement Therapy na Europa. Representa membros na Alemanha, Grécia, Hungria, Itália, Letônia, Holanda, Polônia, Rússia, Espanha e Reino Unido; com membros parciais na Áustria, República Tcheca, Finlândia, França, Suíça, Ucrânia e membros associados na Croácia, Chipre, Dinamarca, Israel, Portugal, Romênia e Suécia. Sua declaração de missão é trabalhar arduamente para continuar o desenvolvimento da terapia de dança e o reconhecimento legal desta prática. Esta associação visa trocar ideias e colaborar com outros países sobre dançaterapia.
NVDAT (Nederlandse Vereniging voor Danstherapie-Dutch Dance Movement Therapy Association) A Nederlandse Vereniging voor Danstherapie apoia os interesses dos terapeutas de movimento de dança baseados na Holanda
Profissões afins são áreas que uma pessoa pode fazer, estudos especiais, cursos de curta duração ou eventualmente se formar na área de DMT.
- Dança
- Educação Física
- Terapia ocupacional
- Fisioterapia
- Psicologia
- Arte terapia

ADTA é o principal regulador da educação e treinamento necessários para se tornar um terapeuta de dança/movimento nos EUA. Um mestrado é necessário para se tornar um terapeuta de dança/movimento. "Terapeuta de Dança/Movimento Registrado" (R-DMT) é o título dado a terapeutas iniciantes de dança/movimento que concluíram os requisitos de educação e um estágio clínico supervisionado mínimo de 700 horas. Aqueles que completaram mais de 2.400 horas de trabalho clínico profissional supervisionado podem se inscrever para
Normalmente, tornar-se um terapeuta de dança requer uma pós-graduação de pelo menos um nível de mestrado. Não existe um curso de graduação específico, porém muitos praticantes possuem cursos de graduação em, ou relacionados a, psicologia ou dança.
Todos os mestrados no Reino Unido e nos EUA exigem estágios clínicos, terapia pessoal e supervisão, bem como aprendizado experimental e teórico, e geralmente levam de 2 a 3 anos para serem concluídos. Após a conclusão do mestrado, os graduados podem se registrar como terapeutas/psicoterapeutas do movimento de dança em suas associações profissionais. No Reino Unido, os graduados também podem se registrar no Conselho de Psicoterapeutas do Reino Unido (UKCP).

Também é possível inscrever-se como Terapeuta/Psicoterapeuta do Movimento de Dança sem Mestrado DMT/DMP. Isso geralmente requer treinamento psicoterapêutico equivalente e experiência substancial na aplicação da dança em ambientes terapêuticos.
1. ↑  Home. ADTA. Retrieved 4 December 2015.
2. ↑  DTAA. DTAA. Retrieved 4 December 2015.
3. ↑  Association for Dance Movement Psychotherapy. Admp.org.uk. Retrieved 4 December 2015.
4. ↑  Ekman, S.-L.; Palo Bengtsson, L. and Winblad, B.; Ekman, S.-L. (1998). «Social Dancing: A Way to Support Intellectual, Emotional and Motor Functions in Persons with Dementia». Journal of Psychiatric and Mental Health Nursing. 6. 5 (6): 545–554. PMID 10076285. doi:10.1046/j.1365-2850.1998.560545.x
5. ↑  Schore, A. (1994). «affect regulation and the origin of the self: the neurobiology of emotional development». Journal of the American Academy of Child & Adolescent Psychiatry. 35 (11): 1561–1562. doi:10.1097/00004583-199611000-00028
6. ↑  Schwartz, H. (1992) "Torque: The new kinaesthetic of the twentieth century". In Crary, J. and S. Kwinter (Ed.) Zone 6: Incorporations. New York: Urzone ISBN 9780942299298
7. ↑  Chodorow, Joan (1991). «Dance Therapy and Depth Psychology: The Moving Imagination (Paperback) - Routledge». Routledge.com (em inglês). Consultado em 6 de novembro de 2017
8. ↑  Pallaro, Patrizia (15 de janeiro de 2007). Authentic Movement: Moving the Body, Moving the Self, Being Moved: A Collection of Essays - Volume Two (em inglês). London: Jessica Kingsley Publishers. 33 páginas. ISBN 978-1846425868
9. 1 2  Strassel, Juliane; Daniel Cherkin; Lotte Steuten; Karen Sherman; Hubertus Vrijhoef (maio–junho de 2011). «A Systematic Review of the Evidence for the Effectiveness of Dance Therapy». Alternative Therapies in Health and Medicine. 17 (3): 50–9. PMID 22164813
10. ↑  "Who was Marian Chace?" Arquivado em 2007-07-30 no Wayback Machine American Dance Therapy Association.
11. 1 2 3 4 5  Levy, Fran J. (1988) Dance Movement Therapy: A Healing Art. Reston, VA: The American Alliance for Health, Physical Education, Recreation, and Dance.
12. ↑  Hanna, Judith (2007). «The Power of Dance: Health and Healing». The Journal of Alternative and Complementary Medicine. 1 (4): 323–331. PMID 9395627. doi:10.1089/acm.1995.1.323
13. 1 2  Meekums, Bonnie, Dance Movement Therapy, (Thousand Oaks, CA: SAGE Publications Inc.).
14. ↑  European Association for Dance Movement Therapy. «Membership Requirements». eadmt.com. Consultado em 21 de abril de 2019
15. 1 2  Payne, Helen (2006) Dance Movement Therapy: Theory, Research, and Practice. Hove, East Sussex: Routledge.
16. ↑  Strassel, JK; Cherkin, DC; Steuten, L; Sherman, KJ; Vrijhoef, HJ (maio–junho de 2011). «A systematic review of the evidence for the effectiveness of dance therapy.». Alternative Therapies in Health and Medicine. 17 (3): 50–9. PMID 22164813
17. ↑  Dance therapy for schizophrenia. Cochrane (4 October 2013). Retrieved 4 December 2015.
18. ↑  Dance/movement therapy for cancer patients. Cochrane (7 January 2015). Retrieved 4 December 2015.
19. ↑  Is dance movement therapy an effective treatment for depression? A review of the evidence. Cochrane (19 February 2015). Retrieved 4 December 2015.
20. ↑  Earhart, GM (junho de 2009). «Dance as therapy for individuals with Parkinson disease.». European Journal of Physical and Rehabilitation Medicine. 45 (2): 231–8. PMC 2780534. PMID 19532110
21. ↑  Karkou, Vicky; Meekums, Bonnie (3 de fevereiro de 2017). «Dance movement therapy for dementia». The Cochrane Database of Systematic Reviews. 2: CD011022. ISSN 1469-493X. PMC 6464250. PMID 28155990. doi:10.1002/14651858.CD011022.pub2
22. ↑  Verghese, J; Lipton, R.B.; Katz, M.J.; Hall, C.B.; Derby, C.A.; Kuslansky, G; Ambrose, A.F.; Sliwinski, M; Buschke, H (2003). «Leisure activities and the risk of dementia in the elderly». The New England Journal of Medicine. 348 (25): 2508–2516. PMID 12815136. doi:10.1056/nejmoa022252
23. ↑  Goodill, S (1987). «Dance/movement therapy with abused children». The Arts in Psychotherapy. 14: 59–68. doi:10.1016/0197-4556(87)90035-9
24. ↑  Meekums, B (1981). «Dance/movement therapy with mothers and young children at risk of abuse». The Arts in Psychotherapy. 18 (3): 223–230. doi:10.1016/0197-4556(91)90116-R
25. ↑  Koch, S.C.; Morlinghaus, K; Fuchs, T (2007). «The joy dance: Specific effects of a single dance intervention on psychiatric patients with depression». The Arts in Psychotherapy. 34: 340–349. doi:10.1016/j.aip.2007.07.001
26. ↑  Erfer, T (2006). «Moving toward cohesion: Group dance/movement therapy with children in psychiatry». The Arts in Psychotherapy. 33 (3): 238–246. doi:10.1016/j.aip.2006.01.001
27. 1 2 3  "Who We Are" Arquivado em 2008-11-01 no Wayback Machine. American Dance Therapy Association.
28. ↑  «What is Dance/Movement Therapy?». adta.memberclicks.net. Consultado em 6 de dezembro de 2022
29. 1 2  «Webinars». adta.memberclicks.net. Consultado em 6 de dezembro de 2022
30. ↑  «Values, Aims & Objectives». Association for Dance Movement Psychotherapy (em inglês). Consultado em 20 de novembro de 2022
31. ↑  «Homepage». Association for Dance Movement Psychotherapy (em inglês). Consultado em 6 de dezembro de 2022
32. 1 2  «What is Dance Movement Psychotherapy?». Association for Dance Movement Psychotherapy (em inglês). Consultado em 6 de dezembro de 2022
33. 1 2  «mission statement and statutes». EADMT (em inglês). Consultado em 8 de dezembro de 2022
34. ↑  Payne, Helen (2004). Dance Movement Therapy: Theory and Practice. [S.l.]: Taylor & Francis. ISBN 9780203359266
35. ↑  «Undergraduate Coursework». Consultado em 5 de dezembro de 2013. Arquivado do original em 14 de dezembro de 2013

- Meekums, B. (2002). Dança Movimento Terapia: uma abordagem psicoterapêutica criativa . Londres: Sage.
- Chodorow, J. (1991). Dançaterapia e Psicologia Profunda . Londres.
- Lewis, P. (1984; 1986). Abordagens Teóricas em Dança Movimento Terapia . Vols I & II, EUA: Kendall/Hunt.
- Payne, H. (ed). (2006). Dança Movimento Terapia: Teoria, Pesquisa e Prática (2ª ed.). Tavistock / Routledge.
- Siegel, E. (1984). Dança Movimento Terapia: Espelho de Nós Mesmos: A Abordagem Psicanalítica . Nova York: Human Science Press.
- Stanton-Jones, K. (1992). Uma Introdução à Dança Movimento Terapia em Psiquiatria . Londres: Tavistock/Routledge.
- Norte, M. (1990). Avaliação da Personalidade Através do Movimento . Casa Northcote.
- Payne, HL (2000). Movimento Criativo e Dança em Trabalho de Grupo . Oxon: marca de fala.